# Szergej Vjacseszlavovics Kirjakov
Szergej Vjacseszlavovics Kirjakov (oroszul: Серге́й Вячеславович Кирьяков; Orjol, 1970. január 1. –) orosz labdarúgóedző, korábban szovjet és orosz válogatott labdarúgó.

## Pályafutása

### Klubcsapatokban
Pályafutása során több csapatban is megfordul, melyek a következők voltak: Gyinamo Moszkva, Karlsruher SC, Hamburger SV, Tennis Borussia Berlin, Jünnan Hongta, Santung Lüneng.

### A válogatottban
Tagja volt az 1988-ban U18-as, és az 1990-ben U21-es Európa-bajnokságot nyerő szovjet utánpótlás válogatottaknak.
1989-ben 1 alkalommal szerepelt a szovjet válogatottban és 1 gólt szerzett. 1992-ben 9 mérkőzésen lépett pályára a FÁK válogatottjában és részt vett az 1992-es Európa-bajnokságon. 1992 és 1998 között 28 alkalommal játszott az orosz válogatottban és 10  alkalommal volt eredményes. Tagja volt az 1996-os Európa-bajnokságon szereplő orosz válogatott keretének is.

### Edzőként
Aktív pályafutását követően edzősködni kezdett. Dolgozott többek között a lett FC Daugava és az orosz FK Orjol csapatainál. 2009 és 2012 között az orosz U21-es válogatottnál volt segédedző, majd 2012 és 2016 között az U17-es válogatottat irányította. 

## Sikerei, díjai

### Játékosként
Szovjetunió
- U18-as Európa-bajnok (1): 1988
- U21-es Európa-bajnok (1): 1990